# Ред-Ривер (приток Кентукки)
Ред-Ривер (англ. Red River) — река на востоке центральной части штата Кентукки, США. Приток реки Кентукки, которая в свою очередь является притоком реки Огайо. Длина составляет 156,4 км.
Берёт начало в районе плато Камберленд, на востоке округа Вулф, примерно в 24 км к востоку от города Камптон. Течёт преимущественно в западном направлении, протекает через национальный лес Дэниел-Бун, а также через города Стантон и Клей. Впадает в реку Кентукки в 18 км к юго-западу от города Уинчестер.